# Chip Foto-Video Digital
Chip Foto-Video Digital – miesięcznik poświęcony fotografii cyfrowej oraz wideofilmowaniu, wydawany przez holding Vogel Burda Communications.

## Historia
Pierwszy numer ukazał się na polskim rynku w czerwcu 2004 r. i został przygotowany przez redakcję miesięcznika „Chip” we Wrocławiu. Od numeru 10/2004 przygotowywany przez osobny zespół. We wrześniu 2006 r. redakcja została przeniesiona do Warszawy. W kwietniu 2007 podjęto decyzję o zamknięciu tytułu.

## Redaktorzy naczelni
- 2004 – Piotr Dębek
- 2004-2006 – Przemysław Imieliński
- 2006 – Marcin Bójko

## Misja
Ukazanie fotografii cyfrowej jako całościowego procesu, od wyboru optymalnego sprzętu i akcesoriów, poprzez wykonanie dobrej jakości zdjęć, ich edycję i obróbkę, aż po ich archiwizowanie, katalogowanie i przesyłanie.

## Stałe działy
- Nowości i trendy
- Testy, technologie
- Porady, praktyka